# 夜間獵遊
夜間獵遊（英語：Night safari）指的是一種動物園或自然區域內的夜間觀光行程，帶領遊客進入動物的生活區域。該詞彙最早由1994年開幕的新加坡夜間野生動物園（英語：Night Safari）開始使用。原先僅特指於在擁有圍欄的區域（即動物園）內觀光的行為，而近年也有像寮國南艾普洛保護區那樣，在國家公園或其他自然區域內進行夜間獵遊的行程。

## 提供夜間獵遊行程的園區
- 新加坡 夜間野生動物園[1]
- 泰國 清邁夜間動物園（英语：Chiang Mai Night Safari）[2]
- 马来西亚 太平動物園（英语：Taiping Zoo）[3]
- 南艾普洛（英语：Nam Et-Phou Louey）[4]
- 尚比亞 南盧安瓜國家公園

## 相片

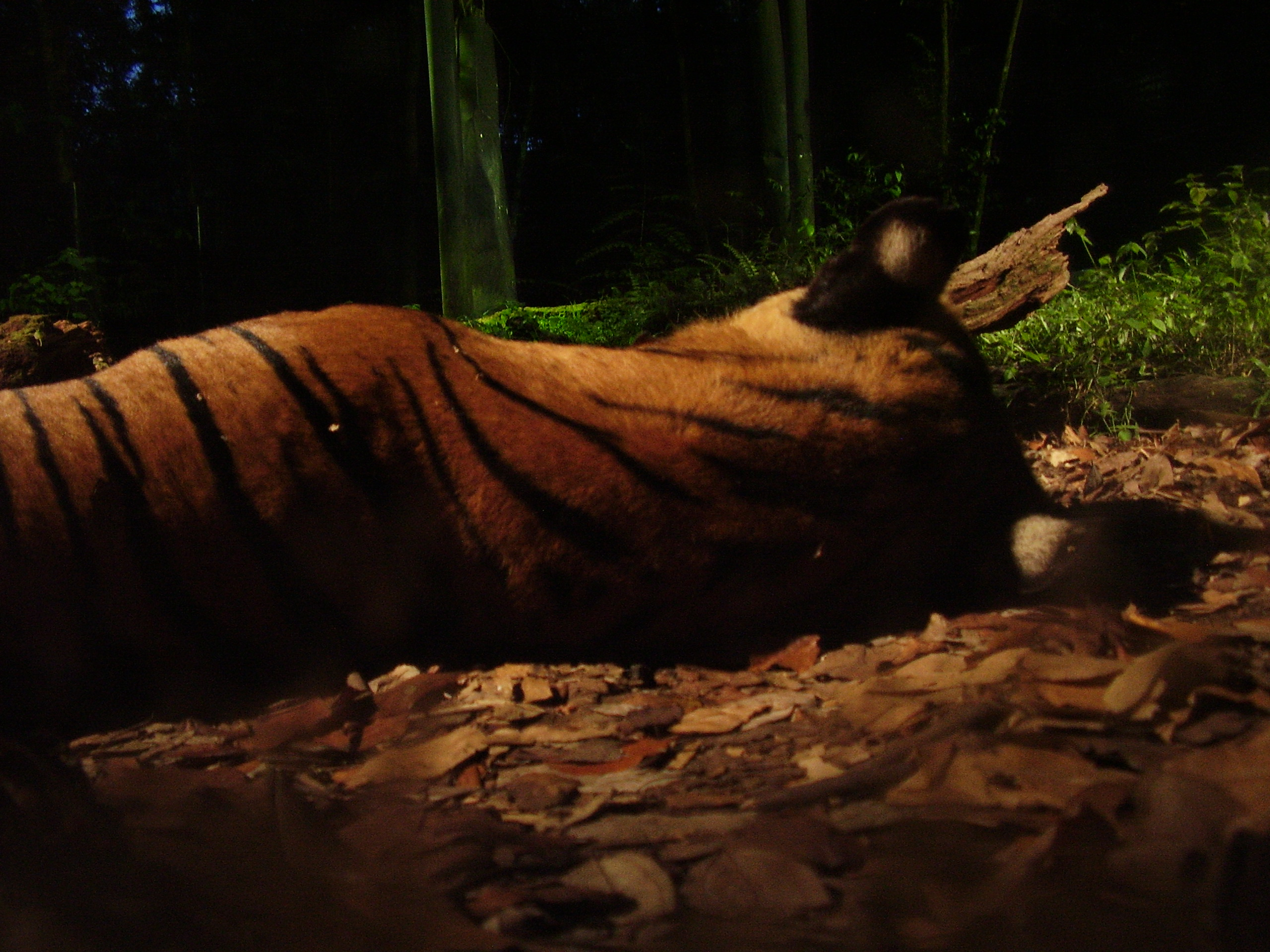
新加坡夜間野生動物園的老虎
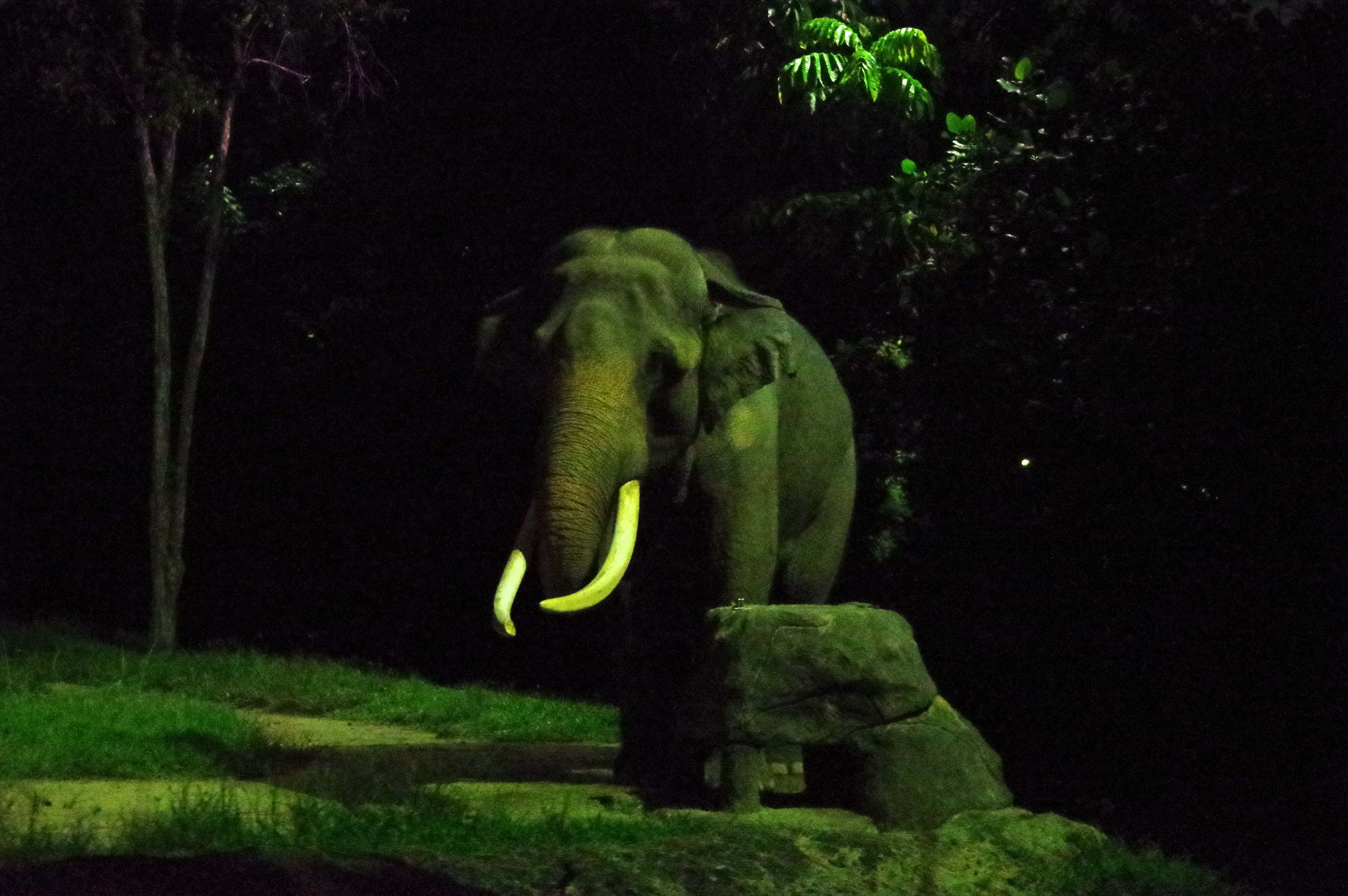
新加坡夜間野生動物園的大象
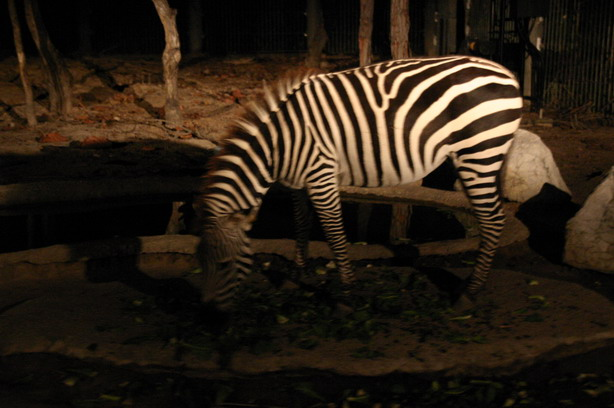
清邁夜間動物園的斑馬
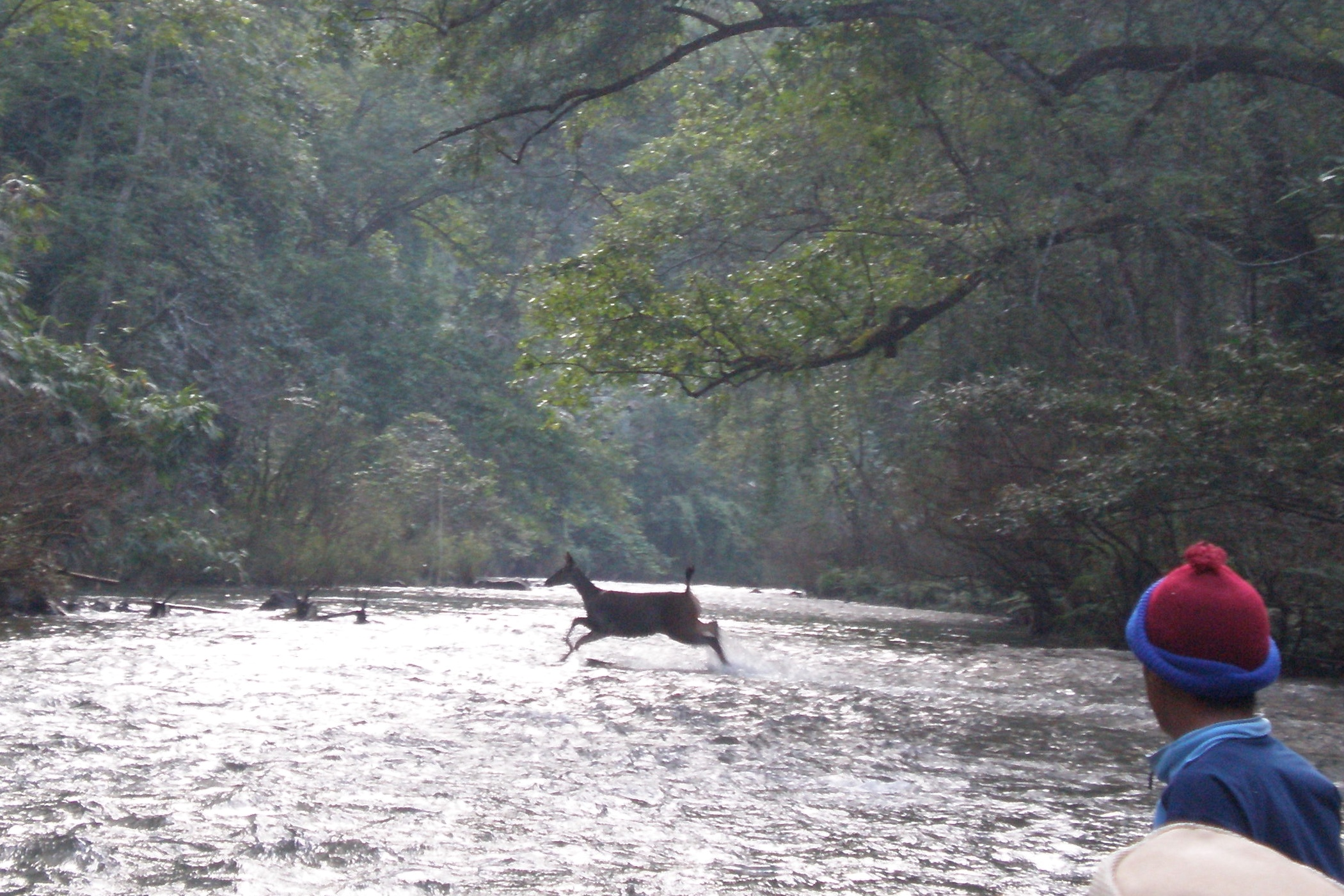
寮國南艾普洛的水鹿

## 外部連結
- 新加坡夜間野生動物園官網 （页面存档备份，存于）